# 采胜街道
采胜街道是中华人民共和国吉林省通化市柳河县下辖的一个街道办事处。

## 行政区划
采胜街道下辖以下村级行政区划单位：
前进社区、站前社区、先锋社区、采胜村、柞木岗村、钓鱼台村、先锋村。